# Sidonie von Krosigk
Sidonie von Krosigk est une actrice allemande née le 21 octobre 1989 à Munich.

## Biographie
Elle est connue pour le rôle de Bibi Blocksberg dans Bibi, nom d'une sorcière et Bibi Blocksberg et le secret des chouettes bleues.

## Filmographie
- 2012 : Le Renard : Saison 39, Episode 3 " La patience du chasseur" : Annika Schäfer
- 2011 : Für immer 30 : Laura Wittmann
- 2008 : Les contes de Grimm : le roi grenouille : Princesse Sophie
- 2005 : Heidi : Klara (voix)
- 2005 : Duo de maîtres : Tabea Mergner
- 2004 : Bibi Blocksberg et le secret des chouettes bleues : Bibi Blocksberg
- 2002 : Bibi, nom d'une sorcière : Bibi Blocksberg
- 2000 : Anwalt Abel : Michi
- 1999 : Die Rache der Carola Waas : Margit
- Bibi Blocksberg l'Aprentie sorciere
- Depuis 2023 : Le Renard : Luisa Geiger